# Carlos Borja Morca
Carlos Borja Morca   (Guadalajara, 23 de maig de 1913 - Guadalajara, 25 de novembre de 1982) fou un jugador de bàsquet mexicà que va competir durant la dècada de 1930. Era germà del també jugador de bàsquet Víctor Borja.
El 1936 va prendre part en els Jocs Olímpics de Berlín, on guanyà la medalla de bronze en la competició de bàsquet.